# Novák Csanád (labdarúgó)
Novák Csanád (Tapolca, 1994. szeptember 24. –) magyar utánpótlás válogatott labdarúgó, jelenleg a Szeged-Csanád Grosics Akadémia játékosa.

## Pályafutása

### Klubcsapatban
Novák pályafutását szülővárosa klubjában, a TIAC VSE csapatában kezdte. Junior éveit ezután a Lombard Pápa és a Győri ETO FC csapatában töltötte. 2008-tól 2011-ig rendre 10 gól felett lőtt a korosztályos bajnokságokban, a 2010–11-es szezonban az U17-es másodosztály Északi csoportjában szinte hihetetlen mennyiségű 80 gólt szerzett. 2013. április 10-én bemutatkozhatott a Győr NB II-es tartalékcsapatban, június 1-én pedig 30 percen át játszhatott az élvonalbeli nagycsapatban az Egri FC ellen 3–1-re megnyert mérkőzésen, ezalatt egy sárga lapot kapott. A következő szezon első felében az NB III-as tartalékcsapatban szerepelt (a bajnoki rendszer átszervezése miatt lehetett a csapat csak harmadosztályú). 2014 nyarán szerződtette a szintén NB I-es Kecskeméti TE, ahol a 9-es mezt kapta. Első két meccsén mindkétszer a második félidőre állt be. 2015 nyarán az élvonalba visszajutó Vasas SC igazolta le. 2016 nyarán a Vasas kölcsönadta a Gyirmót FC csapatának. A győri csapat végül nem tudta kiharcolni a bennmaradást, Novák 22 bajnokin háromszor volt eredményes. 2017. június 19-én három évre a Mezőkövesdi SE-hez szerződött. Egy szezont követően a Zalaegerszegi TE csapatához került kölcsönbe.

### Válogatottban
Novák az U20-as válogatott tagja.

## Statisztikák

### Klubcsapatban
Legutóbb 2019. február 23-án lett frissítve.
| Klub             | Szezon | League          | League | Nemzeti Kupa    | Nemzeti Kupa | Ligakupa        | Ligakupa | Nemzetközi kupa | Nemzetközi kupa | Összesen        | Összesen |
| Klub             | Szezon | Pályára lépések | Gólok  | Pályára lépések | Gólok        | Pályára lépések | Gólok    | Pályára lépések | Gólok           | Pályára lépések | Gólok    |
| ---------------- | ------ | --------------- | ------ | --------------- | ------------ | --------------- | -------- | --------------- | --------------- | --------------- | -------- |
| Győr             |        |                 |        |                 |              |                 |          |                 |                 |                 |          |
| 2012–13          | 1      | 0               | 0      | 0               | 0            | 0               | 1        | 0               | 2               | 0               |          |
| Összesen         | 1      | 0               | 0      | 0               | 1            | 0               | 0        | 0               | 2               | 0               |          |
| Kecskemét        |        |                 |        |                 |              |                 |          |                 |                 |                 |          |
| 2014–15          | 26     | 5               | 3      | 3               | 5            | 1               | 0        | 0               | 34              | 9               |          |
| Összesen         | 26     | 5               | 3      | 3               | 5            | 1               | 0        | 0               | 34              | 9               |          |
| Vasas            |        |                 |        |                 |              |                 |          |                 |                 |                 |          |
| 2015–16          | 23     | 2               | 1      | 0               | –            | –               | –        | –               | 24              | 2               |          |
| 2016–17          | 4      | 0               | 0      | 0               | –            | –               | –        | –               | 4               | 0               |          |
| Összesen         | 27     | 2               | 1      | 0               | 0            | 0               | 0        | 0               | 28              | 2               |          |
| Gyirmót          |        |                 |        |                 |              |                 |          |                 |                 |                 |          |
| 2016–17          | 18     | 3               | 4      | 0               | –            | –               | –        | –               | 22              | 3               |          |
| Összesen         | 18     | 3               | 4      | 0               | 0            | 0               | 0        | 0               | 22              | 3               |          |
| Mezőkövesd       |        |                 |        |                 |              |                 |          |                 |                 |                 |          |
| 2017–18          | 19     | 1               | 1      | 1               | –            | –               | –        | –               | 20              | 2               |          |
| Összesen         | 19     | 1               | 1      | 1               | 0            | 0               | 0        | 0               | 20              | 2               |          |
| Zalaegerszegi TE |        |                 |        |                 |              |                 |          |                 |                 |                 |          |
| 2018–19          | 19     | 3               | 2      | 1               | –            | –               | –        | –               | 21              | 4               |          |
| Összesen         | 19     | 3               | 2      | 1               | 0            | 0               | 0        | 0               | 21              | 4               |          |
| Teljes karrier   |        | 110             | 14     | 11              | 5            | 6               | 1        | 0               | 0               | 127             | 20       |